# Jasio-Jeżyk
Jasio-Jeżyk (niem. Hans mein Igel) – baśń opublikowana przez  braci Grimm w 1815 roku w zbiorze ich Baśni (tom 2, nr 108).

## Treść[1]
Pewien bogaty gospodarz bardzo chciał mieć potomka. Pewnego dnia powiedział, że musi mieć dziecko, choćby miał to być nawet jeż. Jakiś czas później jego żona urodziła dziecko, którego górna połowa pokryta była kolcami. Dziecko nazwano Jasio-Jeżyk. Ojciec zrozumiał, że sam zesłał tę klątwę. Liczył na to, że dziecko umrze, ale Jasio szybko urósł. 
Pewnego dnia, kiedy ojciec szedł na jarmark, Jasio poprosił, by kupił mu dudy. Po otrzymaniu tego instrumentu poprosił ojca, by podkuł koguta, gdyż zamierza wyjechać na nim w świat. Ojciec spełnił prośbę syna ciesząc się w duchu, że się go pozbędzie. Jasio zabrał ze sobą nieco owiec i świń, które zamierzał paść w lesie, i udał się w świat na kogucie. 
Osiedlił się w lesie, gdzie, grając na dudach, pasł zwierzęta, które się szybko mnożyły. Pewnego dnia spotkał króla, który zgubił się w lesie. Jasio wskazał mu drogę powrotną w zamian za obietnicę, że otrzyma od króla pierwszą rzecz, jaką napotka w domu. Król spotkał swoją córkę, która wybiegła mu na spotkanie, ale nie zmartwił się tym, gdyż obietnicy nie zamierzał dotrzymywać. Jakiś czas później inny król też zgubił się w lesie i też spotkał Jasia. Jasio wskazał mu drogę powrotną w zamian za tę samą obietnicę. Także ten król spotkał, jako pierwszą rzecz, córkę. Jednak w odróżnieniu od poprzednika postanowił dotrzymać słowa. Poinformował o tym córkę, która obiecała być posłuszna ojcu. 
Po jakimś czasie Jasio wrócił do domu ojca. Przyprowadził mu ogromne stado świń i owiec, które namnożyły się w lesie. Jasio zaprosił mieszkańców całej okolicy na ucztę, na której serwowano mięso z zabitych zwierząt.
Wkrótce potem Jasio udał się do pierwszego króla, po obiecaną nagrodę. Król jednak posłał przeciwko niemu wojsko, by go nie dopuścić do pałacu. Jednak Jasio na kogucie przeleciał nad szeregiem żołnierzy i wdarł się do pałacu grożąc królowi zemstą, jeśli nie dotrzyma obietnicy. Przestraszony król oddał mu córkę. Kiedy odjechali, Jasio zdarł z niej ubranie i dotkliwie pokłuł ją igłami. Potem, oświadczając, że już jej nie chce, kazał jej wracać do ojca. 
Następnie Jasio udał się do drugiego króla. Ten przyjął go z honorami, jako osobę która ocaliła mu życie. Oddał mu też swoją córkę za żonę. Córka trochę obawiała się pół-człowieka, pół-jeża, ale Jasio zapewnił ją, że nic jej nie grozi. W noc poślubną, na polecenie Jasia, słudzy rozpalili wielki ogień. Wtedy z Jasia opadła skóra jeża, która natychmiast została wrzucona do ognia i spalona. Jaś został wyzwolony spod klątwy i stał się normalnym człowiekiem. 
Wraz z królewną Jasio otrzymał od króla całe królestwo. 
Parę lat później, wraz z małżonką, odwiedził także swojego ojca, który nie mógł go rozpoznać w ludzkiej postaci. Kiedy Jasio się przedstawił, ojciec bardzo się ucieszył, że syn stał się człowiekiem. Na prośbę Jasia osiedlił się też w jego królestwie.

## Nawiązania w kulturze

### Filmy i seriale
- Bajarz (Mój jeż Hans - odcinek 5) – brytyjski serial fantasy z 1988 roku
- Wiedźmin – polski film fantasy z 2001 roku. Adaptacja opowiadań Andrzeja Sapkowskiego. W filmie pojawia się postać Jeża z Erlenwaldu, ewidentnie nawiązująca do postaci z baśni.
- Wiedźmin (Calanthe - odcinek 6) – polski serial fantasy z 2002 roku (telewizyjna wersja filmu)

### Utwory literackie
- Baśń o stalowym jeżu - utwór Jana Brzechwy z 1947 roku
- Kwestia ceny – opowiadanie Andrzeja Sapkowskiego z 1990 roku w którym pojawia się Jeż z Erlenwaldu.
- Narrenturm (pierwszy tom Trylogii Husyckiej) - powieść Andrzeja Sapkowskiego z 2002 roku; miejsce popasu Reinmara i Zawiszy, w okolicach Bykowa, odwiedza Hans Mein Igel.[2]